# Landbrugsmuseum
Et landbrugsmuseum er et museum, der beskæftiger sig med landbrug, landbrugsmaskiner og dyrehold, normalt fra 1700-tallet og frem til i dag. Disse vil ofte inkludere samlinger af redskaber og maskiner til landbrugsmæssige formål, og nogle gange også dyrehold. De er samtidig kulturhistoriske frilandsmuseer, da de belyser landbosamfundet.
Udover traditionelle landbrugsmuseer som Dansk Landbrugsmuseum og Melstedgård findes også mere specialiserede museer som Danmarks Traktormuseum og Ulbjerg Traktormuseum, der har specialiseret sig i traktorer, og Hørvævsmuseet på Krengerup, som fokuserer på fremstilling af hør.

## Landbrugsmuseer i Danmark
- Boldrup Museum
- Danmarks Ferguson Museum
- Danmarks Traktormuseum
- Dansk Landbrugsmuseum
- Egen Egns- og Landbrugsmuseet
- Grønhøj Kro og Landbrugsmuseum
- Hygum Hjemstavnsgård
- Hørvævsmuseet på Krengerup
- Jollmands Gård
- Landbomuseet Lundekrog
- Landbomuseet på Birkendegaard
- Landbrugsmuseet i Bindeballe
- Landbrugsmuseet Fløjgården
- Landbrugsmuseum Gjern
- Landbrugsmuseet på Tørninggård
- Landbrugsmuseet Skarregaard
- Landskabs- og Landbrugsmuseet
- Melstedgård
- Mosbjerg Landbrugsmuseum
- Morsø Traktormuseum
- Munkegård Traktormuseum
- Oldemorstoft
- Orø Landbrugsmuseum
- Rundemølle
- Samsø Landbrugsmuseum
- Sjællands Veteran Traktor Museum
- Søhøjlandets Landbrugsmuseum
- Ulbjerg Traktormuseum